# Sant Antoni de Roquetes
Sant Antoni de Roquetes és l'església parroquial de Roquetes (Baix Ebre) i és inclosa a l'Inventari del Patrimoni Arquitectònic de Catalunya.

## Descripció
És de planta rectangular. El model bàsic és d'una sola nau amb capelles laterals entre els contraforts (quatre trams de nau, amb vuit capelles laterals, de les que només funcionen com a tal sis). L'absis és rectangular, amb la sagristia i una altra capella, a banda i banda, completant la capçalera regular del rectangle.
La façana exterior de gran sobrietat, i hi destaquen la portalada, en forma d'arc triomfal, amb una petita fornícula amb la figura del sant titular. Presenta un senzill frontó que domina la façana i una torre campanar, de planta quadrada (al costat esquerre de la façana), i que es troba inscrita dins del mateix edifici.
A nivell interior, encara que la planta és d'una sola nau, sembla funcionar com una església de tres naus, en estar oberts els murs interiors dels contraforts, amb grans arcs de mig punt. La nau està coberta per volta de creueria amb arcs de mig punt, situant-se primer una volta semiesfèrica (punt central del creuer que no es manifesta exteriorment), i a l'últim una gran tribuna. La il·luminació és dolenta degut a la gran alçada de les capelles laterals.
Conserva pintures murals, capitells compostos i alguns altars de formes pseudoclàssiques.

## Història
Al principi funcionava no com a parròquia, sinó que depenia de la seu de Tortosa, enviant un sacerdot per a realitzar els actes litúrgics. A principis de l'últim terç del segle xix comença a funcionar com a parròquia.
Durant la Guerra Civil es va fer servir com a mercat. L'estructura de l'edifici no va sofrir grans desperfectes, però tots els elements ornamentals i els altars van ésser destruïts (els presents són posteriors a la Guerra Civil).